# 카메룬
카메룬 공화국(프랑스어: République du Cameroun 레퓌블리크 뒤 캄룬[*], 영어: Republic of Cameroon 리퍼블릭 오브 캐머룬[*]), 줄여서 카메룬(프랑스어: Cameroun 캄룬[*], 영어: Cameroon 캐머룬[*], 문화어: 까메룬)은 중앙아프리카에 위치한 단일제 국가이다. 서쪽은 나이지리아, 북쪽은 차드, 동쪽은 중앙아프리카 공화국, 남쪽은 콩고 공화국, 가봉, 적도 기니, 기니만과 대서양이 접경하고 있다. 1884년에 독일의 보호령이 되어 제1차 세계 대전 당시에 독일의 식민지였던 카메룬은 독일이 전쟁에서 패전하자, 프랑스와 영국이 분할 점령하였다. 1960년 프랑스령 카메룬은 독립 공화국이 되고 1961년에 영국령 카메룬의 남쪽 부분을 합병하여 카메룬 공화국을 형성하였다. 1972년에 카메룬 연방 공화국으로 명명되었다. 1978년 연방제를 폐지하고 카메룬연합공화국으로 개칭했다가 1984년에 카메룬 공화국으로 이름이 바뀌었다. 수도는 야운데이다. 사나가강과 베누에강이 흐르며, 중앙 상부에 아다마와고원과 카메룬산(4,070m)이 있다. 연평균 기온은 22 °C이다.
다른 아프리카 국가들에 비해서 카메룬은 비교적 정치와 사회가 안정되어 있다. (2009년 10월 까지) 이는 농업, 도로, 철도, 특히 석유 산업의 발달에 기인한다. 정치적 개혁 운동에도 불구하고 여전히 권력은 인종적인 과두정 형태를 굳게 유지하고 있다. 농업이 주산업으로 주민의 70% 정도가 종사한다. 코코아·커피·땅콩·고무 등이 수출용으로 재배되고 있고, 코코아는 세계 5위로 주요 수출 품목이다. 지하 자원으로는 보크사이트·철 등이 풍부하며 석유 생산이 본격화되고 있다. 주민은 반투족·세미반투족·햄족과 셈족의 혼혈족 등 수십개의 부족이 살고 있다. 공용어는 영어와 프랑스어이다. 오늘날에 카메룬의 범죄률은 세계에서 2위를 차지한다. 종교는 부족 신앙과 북부는 이슬람교, 남부는 기독교가 강하다.

## 역사
현재 카메룬 지역은 신석기 시대 동안에 최초의 거주자가 나타났다. 가장 오랫동안 지속되었던 거주자들은 바카(Baka) 등의 민족들이다. 사오(Sao) 문명이 500년 경에 차드호 부근에서 발생했고, 카넴(Kanem) 제국과 그를 계승한 국가들(보르누(Bornu) 제국 등)로 이어졌다.
카메룬이라는 국명의 어원은 과거 포르투갈 발견(en:Portuguese discoveries) 당시에 포르투갈 사람들이 이 지역의 이름을 새우의 강(포르투갈어: Rio dos Camarões)이라고 지칭하였고, 이것이 영어식 발음으로 카메룬(영어: Cameroon)이 된 것이다.
1884년에서 1919년까지 독일의 식민지였으나 제1차 세계대전에서 독일이 연합군에게 지면서 영국과 프랑스가 양분해서 지배했다. 1960년 프랑스로부터 독립하였으며, 1961년 서 카메룬과 통합했다. 1992년 다당제 선거를 실시했지만, 부정선거가 근절되지 않고 있다.

## 지리
전체 면적은 457,123km2이며 세계에서 55번째로 큰 나라이다. 미국의 캘리포니아주보다 약간 크며 파푸아뉴기니와 거의 면적이 비슷하다. 아프리카 대륙의 중서부에 위치하며 기니 만과 대서양인근과 접한다. 여행객들의 수기를 보면 카메룬은 "아프리카의 축소판"이라고 묘사되는데 모든 주요 기후와 식물군이 카메룬 내에 존재하기 때문이다. 이는 전 세계의 모든 주요 기후를 갖춘 아르헨티나와 비슷하다. 해안, 사막, 산악, 우림, 사바나에 이르기까지 모든 아프리카의 지리적, 기후적 특질을 카메룬에서 경험할 수 있다고 해도 무방할 것이다. 서쪽으로는 나이지리아, 북동쪽으로는 차드, 남쪽으로는 적도기니 등과 접한다.
카메룬은 5개의 주요 지방으로 구분될 수 있는데 기후와 지리적 특성을 고려한 것이다. 해안 평원은 15,150 km 정도로 뻗어 있으며 기니만과 함께 평균 90 cm 정도의 해발고도이다. 남카메룬 평원이 나타나며 이 지역은 평균 고도 123m 정도이다. 적도 인근에는 열대우림이 대부분이지만 우기와 건기가 번갈아 나타나기 때문에 덜 습하다.
산맥이 계속 이어지는 것이 아니라서 산 지형이 불규칙적으로 나타나는데 카메룬 산이 4,095m 정도로 솟아 있다. 서부 지역의 고원으로 가면 강수량이 높아지는데 기후는 대체적으로 따뜻한 편이다. 카메룬 내에서도 가장 토질이 비옥하다.

## 정치

### 행정 구역

카메룬의 행정 구역

카메룬에는 10개의 주(Province)가 있다.
1. 아다마와 주(Adamawa Province, 프랑스어: Province de l'Adamaoua)
2. 중앙 주(Centre Province, 프랑스어: Province du Centre, 주도는 야운데)
3. 동부 주(East Province, 프랑스어: Province de l'Est)
4. 극북부 주(Far North Province, 프랑스어: Province de l'Extrême-Nord)
5. 리토랄 주(Littoral Province, 프랑스어: Province du Littoral)
6. 북부 주(North Province, 프랑스어: Province du Nord)
7. 북서부 주(Northwest Province, 프랑스어: Province du Nord-Ouest)
8. 남부 주(South Province, 프랑스어: Province du Sud)
9. 남서부 주(Southwest Province, 프랑스어: Province du Sud-Ouest)
10. 서부 주(West Province, 프랑스어: Province de l'Ouest)

### 외교
한국과의 관계
손원일(당시 주서독 대사) 특사 일행은 1960년 7월, 카메룬을 친선 방문하고, 상호간의 이해증진과 외교관계 수립에 관하여 원칙적인 합의를 보았다. 대한민국과는 1962년에 공식수교하였다. 1963년 8월 27일, 신임 카메룬 주재 한국 대사 백선엽(당시, 주프랑스 대사 겸임)은 아마두 아히조 대통령에게 신임장을 제정하였다. 한국은 1969년 1월부터 카메룬에 상주대사관을 유지하기 시작하였다. 1970년 의료협정, 1978년 통상,경제협정, 1983년 무역협정, 1985년 문화협정(가서명) 등의 협정을 체결하였다. 외환위기의 여파로 1998년 상주대사관을 철수하고, 주나이지리아 대사관이 겸임하도록 하였다. 대사관 철수 후 모하마두 다보 명예 영사가 수도 야운데에서 활동하였다. 2008년 9월에 다시 카메룬 상주대사관이 재개설되었다. 조선민주주의인민공화국과는 1972년 수교하였다. 한국과 카메룬을 직접 연결하는 항공편이 없기 때문에 프랑스나 케냐 등 다른 나라를 경유해야 카메룬에 갈 수 있다. 2011년부터는 카메룬에서도 한국어 수업을 개설하였다.
그밖의 주변국들과의 관계
카메룬은 차드, 니제르 등과 사이가 매우 좋지 않으며, 1970년 당시에는 카메룬은 이 나라들과 민족 다툼도 있었다.

## 경제
산유국인 카메룬은 2007년 일산량 8만2천 배럴로, 아프리카 대륙 내 11위의 생산량을 기록하고 있으나 기존 유전지대의 개발이 완료되어 1990년 이래로 생산량은 감소추세를 기록하고 있고 새로운 유전지대가 추가로 발견되지 않아 향후 산업다각화를 통한 석유의존적 경제구조의 탈피가 절실히 요구되고 있다.

## 사회

### 주민
주민은 남부와 서부는 반투계의 팡족, 바미레케족, 바가족, 북부는 수단계의 둘족, 풀라니족 등으로 나뉜다. 민족 집단은 275개 이상으로 나뉘어 있다.

### 언어
1996년 1월 18일자 헌법 1조 3항에 "공용어는 영어와 프랑스어다. 두 언어는 동등한 지위를 갖는다."라고 규정하고 있다. 10개 주 가운데 2개 주는 과거 영국의 식민지여서 영어를 공용하고, 8개주는 과거 프랑스의 식민지여서 프랑스어를 공용하고 있다. 즉, 법적으로 동등하다고 명문화했다는 것이 실제에서는 역설적으로 동등하지 않다는 것을 반증하는 것이다.
그 밖에 팡어, 풀라니어, 문당어, 바사어 등이 사용되고 있다
카메룬은 영연방과 프랑스어사용국기구(프랑코포니)의 정회원국이다.

## 종교
- 기독교: 69%
- 이슬람교: 21%
- 전통 종교: 6%
- 기타(유대교, 바하이 신앙, 무교 포함): 4%

카메룬은 높은 수준의 종교적 자유와 다양성을 지니고 있다. 종교 가운데 기독교가 인구의 3분의 2로 대부분을 차지하며 이슬람교 또한 인구의 약 5분의 1 정도로 어느 정도의 신자가 존재한다.

## 스포츠
카메룬도 다른 아프리카 나라와 같이 대부분 축구를 즐겨한다. 대표적인 축구선수로는 사무엘 에투가 있다.